# 索嫩山隧道
索嫩山隧道是瑞士的一座双洞隧道，位于卢塞恩州，承载瑞士A2高速公路，穿过卢塞恩与克林斯之间的索嫩山，双洞分别长1553米和1538米，1971年开工，1976年通车，内部设有核战避難所，能容纳20000平民，是世界上最大的民用核战避難所之一。